# John Dunning
John Dunning (New York, 9 gennaio 1942 – 23 maggio 2023) è stato uno scrittore statunitense di saggistica e letteratura gialla.
È noto per i suoi testi sull'età d'oro della radio e per la serie di gialli ambientati a Denver e incentrati sulla figura di un ex poliziotto, diventato libraio e bibliofilo, Cliff Janeway.

## Biografia
Nato a Brooklyn, New York nel 1942, Dunning si trasferì all'età di tre anni a Charleston (Carolina del Sud), città natale paterna. Un problema attentivo (sindrome da deficit di attenzione e iperattività) diagnosticato solo molto più tardi, lo costringeva ad essere studente mediocre, tanto che lasciò la scuola ai primi anni delle superiori. La sua vita, a quel punto, sembrò incamminarsi lungo una serie di continui fallimenti. Cacciato dopo appena due settimane dall'esercito per problemi di udito, cominciò a lavorare presso un vetraio per un dollaro l'ora. Nel 1964 lasciò la famiglia e si trasferì a Denver (Colorado), dove, dopo un breve periodo di lavoro presso un altro vetraio, entrò nel mondo dei cavalli da corsa con mansioni via via più gratificanti che lo portarono a muoversi attraverso vari Stati. Nel 1966 riuscì a entrare come impiegato nella biblioteca del Denver Post. Passò quindi al giornale, dapprima con mansioni minori, poi come reporter. Nel frattempo aveva cominciato a scrivere narrativa, cosa che agli inizi degli anni '70 gli permise di lasciare il lavoro al giornale. Per ragioni dovute in parte a problemi con i suoi editori, smise di scrivere nel 1981 e aprì insieme alla moglie un negozio specializzato nella vendita di libri usati, rari e di pregio, l'Old Algonquin Bookstore, sempre a Denver. Il negozio è stato chiuso nel 1994, ma la vendita online continua ancora oggi. Spronato da colleghi scrittori, tornò alla scrittura nel 1992, con il primo libro della serie di Cliff Janeway, Booked to Die (trad. it. La morte sa leggere, Gialli Mondadori, 1993), che gli valse nello stesso anno la vittoria del Premio Nero Wolfe, un premio che celebra il personaggio di Nero Wolfe creato da Rex Stout,  e del Premio Dilys, istituito nel 1992 e conferito al miglior giallo tra quelli segnalati nell'anno precedente. A questo seguirono altri volumi di successo, che gli valsero la vittoria di altri prestigiosi premi. Tra l'uno e l'altro, Dunning ha trovato anche il tempo di collaborare, come addetto stampa, con importanti esponenti politici democratici e di insegnare all'università in corsi di giornalismo, critica letteraria e scrittura creativa.
L'ultima sfida di Dunning è stata quella ingaggiata negli ultimi anni contro un esteso tumore cerebrale, parzialmente rimosso nel 2006, con la perdita di un occhio e la necessità di una lunga convalescenza. L'autore, nonostante altri problemi medici, ha continuato a lavorare sulle sue storie con Janeway. Nel 2006 è stato pubblicato The Bookwoman's Last Fling (2006).

## Radio
Oltre a scrivere libri enciclopedici sulla storia della radio, Dunning per più di 25 anni ha condotto un programma radiofonico sull'argomento, Old-Time Radio. In una intervista, lui stesso ha ricordato come nel 1973 aveva collaborato con Robert Altman' per il film Gang, basato su un romanzo del 1937 di Edward Anderson. Il suo lavoro era stato quello di scegliere i programmi radiofonici giusti per sottolineare alcune scene del film.

## Opere
- Booked to Die (1992) ISBN 0-684-19383-3 [tr. it. La morte sa leggere, Giallo Mondadori n. 2326, 1993, Il detective che ama i libri, Rusconi Libri, 2011 ISBN 978-8818-02807-2]
- The Bookman's Wake (1995) ISBN 0-684-80003-9 [tr. it. Le ceneri del corvo, Giallo Mondadori n.  2634, 1999, Il risveglio del libraio, Rusconi Libri, 2016 ISBN 978-8818-03076-1]
- The Bookman's Promise (2004) ISBN 0-7432-4992-5 [tr. it. La promessa del libraio, Rusconi Libri, 2017 ISBN 978-8818-03192-8]
- The Sign of the Book (2005) ISBN 0-7432-5505-4 [tr. it. I cacciatori di libri, Rusconi Libri, 2018 ISBN 978-8818-03304-5]
- The Bookwoman's Last Fling (2006) ISBN 0-7432-8945-5

### Altri gialli
- The Holland Suggestions (1975) ISBN 0-672-52110-5
- Looking for the Ginger North (1980) ISBN 0-449-14317-1 (paperback only)
- Two O'Clock Eastern Wartime (2001) ISBN 0-7432-0195-7

### Altra narrativa
- Denver (1980) ISBN 0-8129-0870-8
- Deadline (1981) ISBN 0-671-00352-6 [tr. it. Linea mortale, Giallo Mondadori n. 2659, 2000]

### Saggi
- Tune in Yesterday: The Ultimate Encyclopedia of Old-Time Radio, 1925-1976 (1976) ISBN 0-13-932616-2
- On the Air: The Encyclopedia of Old-Time Radio (1998) ISBN 0-19-507678-8

## Ascolta
- Interview with John Dunning (MP3), su goldenaudio.net. URL consultato l'11 marzo 2009 (archiviato dall'url originale il 3 giugno 2016).